# Franz Tost
Franz Tost (Trins, 1956. január 20. –) egykori osztrák autóversenyző, jelenleg a Scuderia AlphaTauri Formula–1-es csapat vezetője.

## Pályájának kezdete
Tost a Formula Fordban versenyzett, majd átment a Formula–3-ba. Ezután sporttudományt és menedzsmentet tanult, majd a  Walter Lechner Racing School csapatvezetője lett. Willi Weber Management-hez 1993-ban csatlakozott. Ő irányította a WTS Formula–3 csapatát, majd a fiatal Ralf Schumacher karrierjét egyengette.

## Formula–1-es pályafutása
Ralf Schumacher 2000-ben csatlakozott a Williams F1-es csapatához. Franz Tost, aki a Williams csapat motorszállítójánál, a BMW-nél pályaműveleti menedzserként dolgozott, követte őt. Itt egészen 2006. január 1-ig dolgozott, amikor az új Scuderia Toro Rosso csapatvezetőként szerződtette.
A nürburgringi 2007-es Formula–1 európai nagydíj után állítólag összetűzésbe keveredett Scott Speeddel, egy a pályán történt esemény miatt. Miután később Tost letagadta az esetet, Speed a sajtóhoz fordult, ahol részletesen beszélt a csapatnál folyó elmérgesedett vitáról, azt állítva, hogy Tost és Gerhard Berger az ő és Vitantonio Liuzzi lejáratására törekszik. Kijelentette, hogy nem kíván a továbbiakban Tosttal és Bergerrel dolgozni.
Tost pozícióját azután is megtartotta, hogy a 2020-as Formula–1 világbajnokságra a Toro Rossót AlphaTauri-ra nevezték át.